# 2010年全日本綜合羽毛球錦標賽
2010年全日本綜合羽毛球錦標賽（日語：平成22年度全日本総合バドミントン選手権大会），為第64屆全日本綜合羽毛球錦標賽，是日本國內最高級別的羽毛球比賽。本屆賽事於2010年12月7日-12日在日本東京都国立代代木競技場第二体育館舉行。

## 項目獎牌榜
以下為各項目的優勝者及其所屬團體名單：
| 項目     | 金牌                                           | 银牌                              | 铜牌                              |
| 男子單打 | 田兒賢一（NTT東日本）                          | 佐佐木翔（Tonami運輸）            | 上田拓馬（早稻田大学）            |
| 男子單打 | 田兒賢一（NTT東日本）                          | 佐佐木翔（Tonami運輸）            | 園田啟悟（Tonami運輸）            |
| 女子單打 | 廣瀨榮理子（三洋電機）                         | 今別府香里（三洋電機）            | 三谷美菜津（NTT東日本）           |
| 女子單打 | 廣瀨榮理子（三洋電機）                         | 今別府香里（三洋電機）            | 後藤愛（NTT東日本）               |
| 男子雙打 | 平田典靖 橋本博且（Tonami運輸）                | 數野健太 廣部好輝（日本UNISYS）   | 佐藤翔治 川前直樹（NTT東日本）    |
| 男子雙打 | 平田典靖 橋本博且（Tonami運輸）                | 數野健太 廣部好輝（日本UNISYS）   | 早川賢一 遠藤大由（日本UNISYS）   |
| 女子雙打 | 末綱聰子 前田美順（Renesas SKY）               | 藤井瑞希 垣岩令佳（Renesas SKY）  | 高橋禮華 松友美佐紀（日本UNISYS） |
| 女子雙打 | 末綱聰子 前田美順（Renesas SKY）               | 藤井瑞希 垣岩令佳（Renesas SKY）  | 三木佑里子 米元小春（三洋電機）   |
| 混合雙打 | 平田典靖（Tonami運輸） 前田美順（Renesas SKY） | 池田信太郎 潮田玲子（日本UNISYS） | 川前直樹 田井美幸（NTT東日本）    |
| 混合雙打 | 平田典靖（Tonami運輸） 前田美順（Renesas SKY） | 池田信太郎 潮田玲子（日本UNISYS） | 數野健太 金森裕子（日本UNISYS）   |